# Фишль, Эрик
Эрик Фишль (англ. Eric Fischl; род. 9 марта 1948, Нью-Йорк) — современный американский художник, представитель реалистического направления.

## Биография
Фишль родился в Нью-Йорке в 1948 году и вырос на пригородном Лонг-Айленде, его семья переехала в Феникс, штат Аризона в 1967 году.
Его художественное образование началось в колледже города Феникс, затем год в университете штата Аризона, затем Калифорнийский институт искусств в Валенсии, штат Калифорния. Затем он переехал в Чикаго, устроившись на работу в качестве охранника в Музее современного искусства. В 1974 Эрик Фишль преподавал курс живописи в Колледже искусств и дизайна в Новой Шотландии. Там Фишл и встретил художницу Эприл Горник, с которой вернулся в Нью-Йорк в 1978 году и на которой позже женился. Фишль долгое время работал и проживал в Нью-Йорке. Вместе с женой, мастером пейзажа Эприл Горник, они делили на двоих дом и студию. Кроме того, Фишль работал старшим экспертом и критиком в Нью-Йоркском отделении американской Академии искусств.

## Раннее творчество
Некоторые из ранних работ Фишла раскрывают тематику юной сексуальности и вуайеризма, например, картина «Лунатик» (1979), которая изображает юного мальчика, занимающегося мастурбацией в детской ванной. Картины «Дрянной мальчишка» (1981) и «День рождения» (1983) изображают молодых мальчиков, смотрящих на взрослых женщин, расположенных в провокационных и откровенно сексуальных позах.

## Основное творчество
В 2002 Фишль сотрудничает с музеем Хаус Эстерс в Крефельде в Германии. Организует размещение многих выставок. Фишль обустраивал часть музея как жилой дом, нанимал модели для проживания и имитации семейной жизни в течение нескольких дней в этом доме-музее. Художник сделал более 2 000 фотографий, некоторые из них в дальнейшем использовал в качестве сюжета для ряда картин. Одна из них, монументальная картина 2004 года «Крефельдский Проект, Спальня 6» (Преодоление предназначенного падения) была куплена Полом Алленом. В 2006 эти картины Фишла совместно с пастелями Дега (в различных сочетаниях и сравнениях) были выставлены в Double Take Exhibit, проводимой в рамках Experience Music Project. Это был уже не первый случай, когда работы Фишла сравнивали с картинами Дега. Двадцатью годами ранее, рассматривая выставку тридцати картин Фишла в Музее Уитни в Нью-Йорке, Джон Расселл написал в Нью-Йорк Таймс, «Дега в своих картинах живописует пикантную ситуацию с несравнимой тонкостью и проницательностью, оставляя зрителя в раздумьях. Это также свойственно и манере живописи Эрика Фишла, хотя общество, в котором он живёт, наполнено насилием и неструктурированным зверством, сильно отличающимся от приятно калиброванной жестокости Дега».

## Запрет на показ скульптуры «Падающая женщина»
В Нью-Йорке запретили показ скульптуры Эрика Фишла. Скульптура «Падающая женщина», была выставлена
в холле Рокфеллер Центра и представляла собой обнаженную фигуру женщины, перевернутую с ног на голову, и как будто зафиксированную в момент падения. В ту секунду, когда она уже достигла земли.
Эрик Фишл посвятил свою работу американцам, погибшим 11 сентября при попытках спастись из горящих башен-близнецов. Однако уже через несколько дней скульптуру из холла убрали, мотивировав это действие многочисленными жалобами посетителей Рокфеллер Центра на то, что «Падающая женщина» оказывает на них слишком сильное воздействие. Было принято решение о закрытии скульптуры, о чём представителей прессы уведомила пресс-секретарь Рокфеллер Центра Сьюзан Хальпин: «Мы извиняемся, если кто-то был расстроен или обижен лицезрением этой скульптуры. Это не входило в наши намерения. Произведение будет закрыто для зрителей с сегодняшнего вечера». Скульптура была выставлена в одном из самых оживленных переходов Рокфеллер Центра, и, по оценке многих, видевших её, являлась чуть ли не самым удачным решением среди других памятников жертвам терактов. Фишлу удалось передать скорбь, может быть даже ещё большую, другими пластическими средствами. Мнения противников скульптуры разделились. Одни находили скульптуру слишком графичной. Другие апеллировали к тому, что эта скульптура не является искусством, и именно по этой причине недостойна быть памятником жертв 11 сентября и выставленной в Рокфеллер Центре. Однако, и те и другие сходились во мнении, что работа обладает сильным психо-травматическим эффектом. Наоборот, сторонники скульптуры пытались обратить внимание своих оппонентов на то, что искусство на то и искусство, чтобы показывать весь ужас терактов 11 сентября. Или, как сказала одна из зрительниц: «Я не думаю, что эта скульптура — искусство дурного вкуса. Это всего лишь реакция художника на трагедию». Сам Фишл был обескуражен репрессивными мерами, предпринятыми в отношении его работы. Узнав о закрытии монумента, он сделал следующее заявление: «Моя скульптура не имела в виду кого-нибудь ранить. Это дань искреннего уважения и глубочайшей симпатии уязвимости человеческого существования. Как в отношении жертв 11 сентября, так и в отношении человечества в целом».